# FSV Wacker 90 Nordhausen
FSV Wacker 90 Nordhausen is een Duitse voetbalclub uit de stad Nordhausen, Thüringen. De club werd opgericht op 31 maart 1990, maar de geschiedenis gaat terug tot 1905 toen Wacker Nordhausen boven de doopvont gehouden werd. De club speelt in het seizoen 2013/2014 in de Regionalliga Nordost, het vierde niveau in Duitsland.

## Geschiedenis
Op 1 november 1905 werd door leden van de evangelische jongerenvereniging FC Wacker Nordhausen opgericht. Op 14 juli 1906 kwam er ook een jeugdsectie en werd er besloten om buiten voetbal ook nog andere sporten te bedrijven, waardoor de naam veranderd werd in SV Wacker 05 Nordhausen. Op 11 juli 1908 fusioneerde de club met BSC Mars Nordhausen en werd SV Wacker-Mars Nordhausen. In juli 1918 werd de naam gewijzigd in 1. SV Wacker 05 Nordhausen.
De club speelde vanaf 1911 in de competitie van de Gau Kyffhäuser, een onderdeel van de Midden-Duitse voetbalbond. Na twee middelmatige seizoenen eindigde de club in 1914 samen met SpVgg Preußen 05 Nordhausen op de eerste plaats. Wacker won de titelfinale met 5-1 maar vier maanden later werd beslist dat de club de titel moest afstaan aan Preußen omdat ze een niet-speelgerechtigde speler opgesteld hadden. Hierop diende Wacker-Mars dan weer protest in en op 1 november werd een nieuwe wedstrijd gespeeld, die door Preußen gewonnen werd. Hiertegen protesteerde Wacker-Mars opnieuw, maar trok dit protest op de vergadering van 30 januari 1915 weer in. Op dezelfde dag werd beslist om de titel aan geen van beide clubs toe te kennen.
In 1919 werd de club kampioen en plaatste zich zo voor de Midden-Duitse eindronde. De club werd in de eerste ronde verslagen door Naumburger SpVgg 05. Na dit seizoen werd de Kyffhäuserse competitie als tweede klasse ondergebracht in de Kreisliga Saale. In 1923 werd de club kampioen en verloor in de eindronde om de algemene titel van VfB 1911 Preußen Greppin. Echter doordat de Kreisliga ontbonden werd en de Kyffhäuserse competitie als Gauliga heropgewaardeerd tot hoogste klasse, promoveerde de club alsnog. De volgende titel kwam er in 1925, maar ook nu zorgde SV Gotha 01 ervoor dat de club de eerste ronde niet overleefde. Het volgende seizoen moest de club de titel laten aan BSC 07 Sangerhausen, maar nam wel om een onbekende reden deel aan de eindronde en verloor met 1-2 van Preußen Langensalza.
In 1929/30 won de club voor het eerst in de eindronde en schakelde VfL 08 Duderstadt uit. In de tweede voorronde ging de club echter met 0-1 onderuit tegen SpVgg Erfurt. Het volgende seizoen versloeg Wacker Halle de club met 0-6 in de eerste ronde. In 1931/32 eindigde de club samen met BSC Sangerhausen eerste en verloor de titelfinale, maar intussen werd de club, wellicht uit tijdsgebrek, opnieuw naar de eindronde gestuurd en won tegen Preußen Langensalza, maar kreeg dan een 0-10 veeg uit de pan van Wacker Leipzig.
In 1933 werd de Gauliga ingevoerd als nieuwe hoogste klasse in het Derde Rijk. De talloze competities van de Midden-Duitse bond werden opgedoekt en vervangen door de Gauliga Sachsen en Gauliga Mitte. De clubs werden echter te zwak bevonden voor de hoogste klasse en voor de Bezirksklasse Halle-Merseburg plaatsten zich enkel de top twee, waaronder Wacker. De club eindigde twee keer op rij net boven de degradatiezone. In 1935/36 speelden er twee extra teams in de competitie omdat er twee clubs uit de Gauliga degradeerden en geen club kon promoveren, hierdoor werd beslist dat er dat jaar een extra club zou degraderen, Wacker liet opnieuw twee clubs onder zich maar werd dan door deze regel slachtoffer en degradeerde. 
De club werd meteen kampioen in de Kreisklasse, maar kon via de eindronde niet promoveren. In 1939 werden ze opnieuw kampioen en konden nu wel promotie afdwingen, echter trok de club zich, wellicht door het uitbreken van de Tweede Wereldoorlog, terug uit de competitie.
Na de oorlog werden alle Duitse clubs ontbonden en in Oost-Duitsland mochten de clubs niet onder de oude naam meer opgericht worden. Nadat de club in 1950 kampioen werd van Thüringen plaatsten ze zich voor de nieuwe DDR-Liga, de tweede klasse. Als BSG Motor Nordhausen speelden ze tot 1955 in de DDR-Liga en in 1951 misten ze net de promotie. De cub speelde tot 1962 in de II. DDR-Liga en kon dan opnieuw promotie afdwingen. De club kon het behoud echter niet verzekeren en degradeerde naar de Bezirksliga, daar de II. DDR-Liga intussen ontbonden was. Na een éénmalige terugkeer in de DDR-Liga in 1966/67 kon de club in 1969 nogmaals promotie afdwingen en werd nu twintig jaar lang een vaste waarde in de Oost-Duitse tweede klasse. Als groepswinnaar nam de club in 1982 deel aan de promotie-eindronde, maar kon deze niet afdwingen. In 1989 volgde een degradatie. 
In 1991 werd de club na de Duitse hereniging in het West-Duitse systeem geïntegreerd. De club had inmiddels de huidige naam aangenomen en speelde vanaf 1991 in de Oberliga Nordost, destijds de derde klasse. In 1995 werd de club kampioen en promoveerde naar de Regionalliga, die in 1994 als derde klasse werd ingevoerd. Na twee middelmatige plaatsen degradeerde de club na drie seizoenen. In 2001 ging de club failliet en degradeerde ook uit de Oberliga. In 2012 keerde de club terug naar de Oberliga, inmiddels de vijfde klasse en kon na één seizoen zelfs al doorstoten naar de Regionalliga. In december 2019 ging de club failliet en werden er negen punten in mindering gebracht. Na afloop van het seizoen 2019/20 werd het eerste team uit de Regionalliga en het tweede team uit de Oberliga teruggetrokken.

## Erelijst
- Kampioen Kyffhäuser

1917, 1919, 1930, 1931